# خرده سیارک ۲۰۱۱ سی‌کیو۱

انیمیشن چرخش 2011 CQ1 به دور خورشید

۲۰۱۱ سی‌کیو۱ (به انگلیسی: 2011 CQ1) سیارکی بسیار کوچک و به قطر تقریبی ۱.۳ متر است که در تاریخ ۴ فوریه سال ۲۰۱۱ توسط یکی از دانشمندان رصدخانه رمانتزاچو ایتالیا، ریچارد کوالسکی کشف شد. این خرده سیارک چند ساعت پس از کشف، از فاصلهٔ ۵۵۰۰ کیلومتری سطح زمین عبور کرد. به گفتهٔ ناسا این سیارک به مانند هزاران جرم آسمانی کوچک دیگری که روزانه، نادیده از کنار زمین می‌گذرند بی‌خطر است.